# Zgierz Kontrewers
Zgierz Kontrewers – obecnie przystanek osobowy i mijanka (dawniej stacja kolejowa) w Zgierzu, w województwie łódzkim, w Polsce, na którym zatrzymują się tylko pociągi osobowe.

## Modernizacja
W 2013 r. w ramach projektu Łódzkiej Kolei Aglomeracyjnej przystanek został zmodernizowany i 15 grudnia 2013 r. zmieniono jego nazwę z „Jedlicze Łódzkie” na obecną.

## Ruch pasażerski[1]
| Rok  | Wymiana pasażerska na dobę |
| ---- | -------------------------- |
| 2017 | 50-99                      |
| 2018 | 50-99                      |
| 2019 | 50-99                      |
| 2020 | 50-99                      |
| 2021 | 20-49                      |
| 2022 | 50-99                      |
| 2023 | 50-99                      |